# Provincetown
Provincetown é uma vila localizada na ponta do cabo Cod, no condado de Barnstable, Massachusetts, Estados Unidos. No Censo de 2010 tinha uma população de 2942 habs. e uma densidade populacional de 65 hab/km².

## Geografia
Provincetown encontra-se localizado nas coordenadas 42° 03′ 25″ N, 70° 11′ 26″ O. Segundo a Departamento do Censo dos Estados Unidos, Provincetown tem uma superfície total de 45.28 km², da qual 25.05 km² correspondem a terra firme e (44.68%) 20.23 km² é água.

## História
Muito antes da chegada dos europeus, o área já estava habitada pela tribo Nauset, que falavam a língua massachusett, relacionado com o algonquino, ao igual que seus vizinhos os Wampanoag.
Em 15 de maio de 1602, tendo atracado no oeste e crendo estar numa ilha, Bartholomew Gosnold chamou a este lugar Cape Cod (Cabo Bacalhau) após conseguir uma grande pesca de bacalhau. Em 1620 os Pais peregrinos chegaram a este lugar a bordo do Mayflower; realmente queriam chegar à colónia de Virgínia mas as fortes tempestades impediram-lho. Eles fundaram a cidade de Plymouth —em honra à cidade homónima inglesa da que tinham partido— que foi capital da Colónia de Plymouth. Em 1652 o governador desta colónia comprou aos Nauset o território, por um preço de compra de duas carteiras de erva, seis abrigos, doze azadas, doze machados e doze facas; seguramente os indígenas não entendiam o que era uma compra de um terreno.
Em 1692, uma Carta régia fazia unir a colónia de Plymouth à de a baía de Massachusetts formando a Província da baía de Massachusetts.

## Demografia
Segundo o censo de 2010, tinha 2.942 habitantes residindo em Provincetown. A densidade populacional era de 65 hab./km². Dos 2942 habs., Provincetown estava composto pelo 91.47% brancos, o 4.01% eram afroamericanos, o 0.61% eram amerindios, o 0.61% eram asiáticos, o 0.03% eram insulares do Pacífico, o 1.56% eram de outras raças e o 1.7% pertenciam a duas ou mais raças. Do total da população o 4.83% eram hispanos ou latinos de qualquer raça.